# Wim van Eekelen
Willem Frederik (Wim) van Eekelen (Utrecht, 5 februari 1931 – Den Haag, 25 juni 2025) was een Nederlands politicus voor de Volkspartij voor Vrijheid en Democratie (VVD) en diplomaat.
Van Eekelen begon zijn loopbaan als diplomaat en werd daarna topambtenaar op Buitenlandse Zaken. Kort na zijn verkiezing tot Tweede Kamerlid werd hij staatssecretaris van Defensie in het kabinet-Van Agt I. In het kabinet-Lubbers I was hij staatssecretaris van Europese Zaken. In deze functie was hij aanwezig bij de ondertekening van het Verdrag van Schengen op 14 juni 1985. In 1988 trad hij af als minister van Defensie in het kabinet-Lubbers II vanwege zijn eerdere verantwoordelijkheid in de paspoortaffaire. Hij werd vervolgens secretaris-generaal van de West-Europese Unie en senator. Van 1995 tot 2003 zat hij in de Eerste Kamer. Hij maakte in 1999 deel uit van de ''Bende van Vijf'' die tijdens de Nacht van Wiegel het kabinet-Kok II bijna ten val bracht. 
Hij was een vurig verdediger van zowel de Atlantische als de Europese samenwerking. Hij was lid van de Raad van Advies van The Rights Forum, een stichting die zich inzet voor de rechten van Palestijnen in het kader van het Israëlisch-Palestijns conflict en van Stichting JASON, een stichting die zich inzet om de maatschappij te voorzien in evenwichtige informatie over internationale vredes- en veiligheidsvraagstukken.
Van Eekelen werd onderscheiden als grootofficier bij Legioen van Eer. In 1994 werd hij gedecoreerd als commandeur in de Orde van de Nederlandse Leeuw. Van Eekelen is nog altijd de laatste militair die in Nederland minister van Defensie is geweest. 
Hij overleed eind juni 2025 op 94-jarige leeftijd.

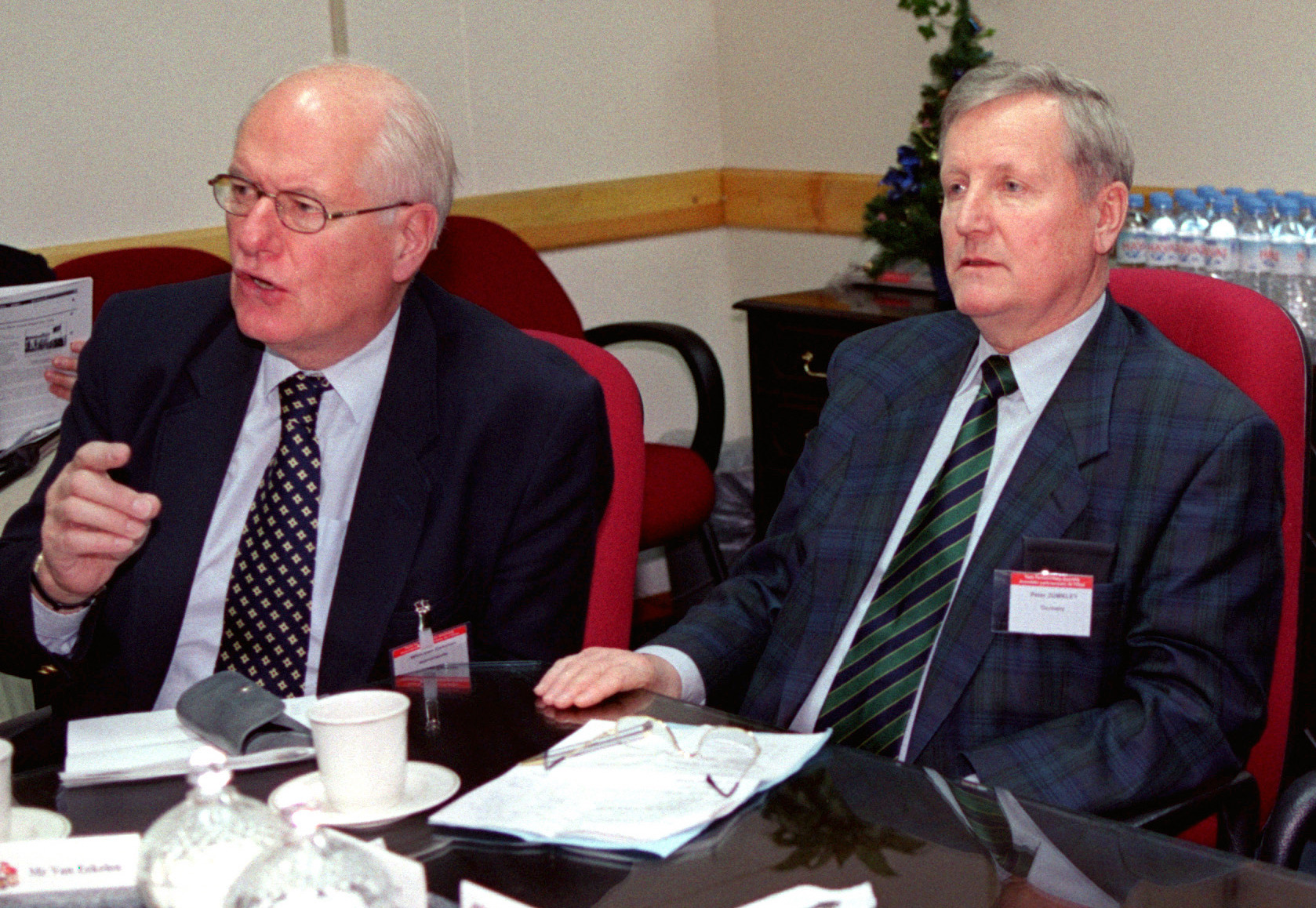
Wim van Eekelen (links) met Peter Zumkley op een NAVO-overleg (2000)

- Bibsys: 90623095
- Bibliothèque nationale de France: cb13190817j (data)
- CiNii: DA11567855
- Gemeinsame Normdatei: 120859416
- International Standard Name Identifier: 0000 0000 8413 0486
- Library of Congress Control Number: nr88001481
- Nationale Bibliotheek van Tsjechië: vse2006360647
- Nationale Bibliotheek van Israël: 987007288473205171
- Nationale en Universitaire bibliotheek Zagreb: 000574803
- Nederlandse Thesaurus van Auteursnamen: 069847045
- Parlement.com: vg09lli0pnz3
- Système universitaire de documentation: 106704141
- Virtual International Authority File: 116198308
- WorldCat: E39PBJvCQqDfcXwcrHdYPhrrMP